# Javier Avilés
Óscar Javier Avilés Cortés, noto semplicemente come Javier Avilés (Madrid, 17 agosto 1997), è un calciatore spagnolo, attaccante dell'Algeciras.

## Caratteristiche tecniche
È un'ala destra.

## Carriera
Ha debuttato nella Liga il 25 agosto 2019 disputando con la maglia del Leganés l'incontro perso 1-0 contro l'Atlético Madrid.